# 北京地铁大兴线
北京地铁大兴线连接中国北京市丰台区公益西桥站至大兴区天宮院站，是北京地铁的一条南北走向地铁线路，由京港地铁负责运营，全长21.76千米，共设11座车站，连接北京市中心城区和北京市大兴区西红门、黄村等地，2010年12月30日投入运营。大兴线是北京地铁4号线的南延路线，两线贯通运营。标识色为 Pantone 321C 。
大兴线直接与4号线贯通，全长达到50千米。虽然贯通运营，但是“大兴线”名称不会消失，仍是这一段路线的名称。贯通后部分车辆在新宫站折返，继续往天宫院方向乘坐的乘客需到对面站台等下一列车。

## 历史

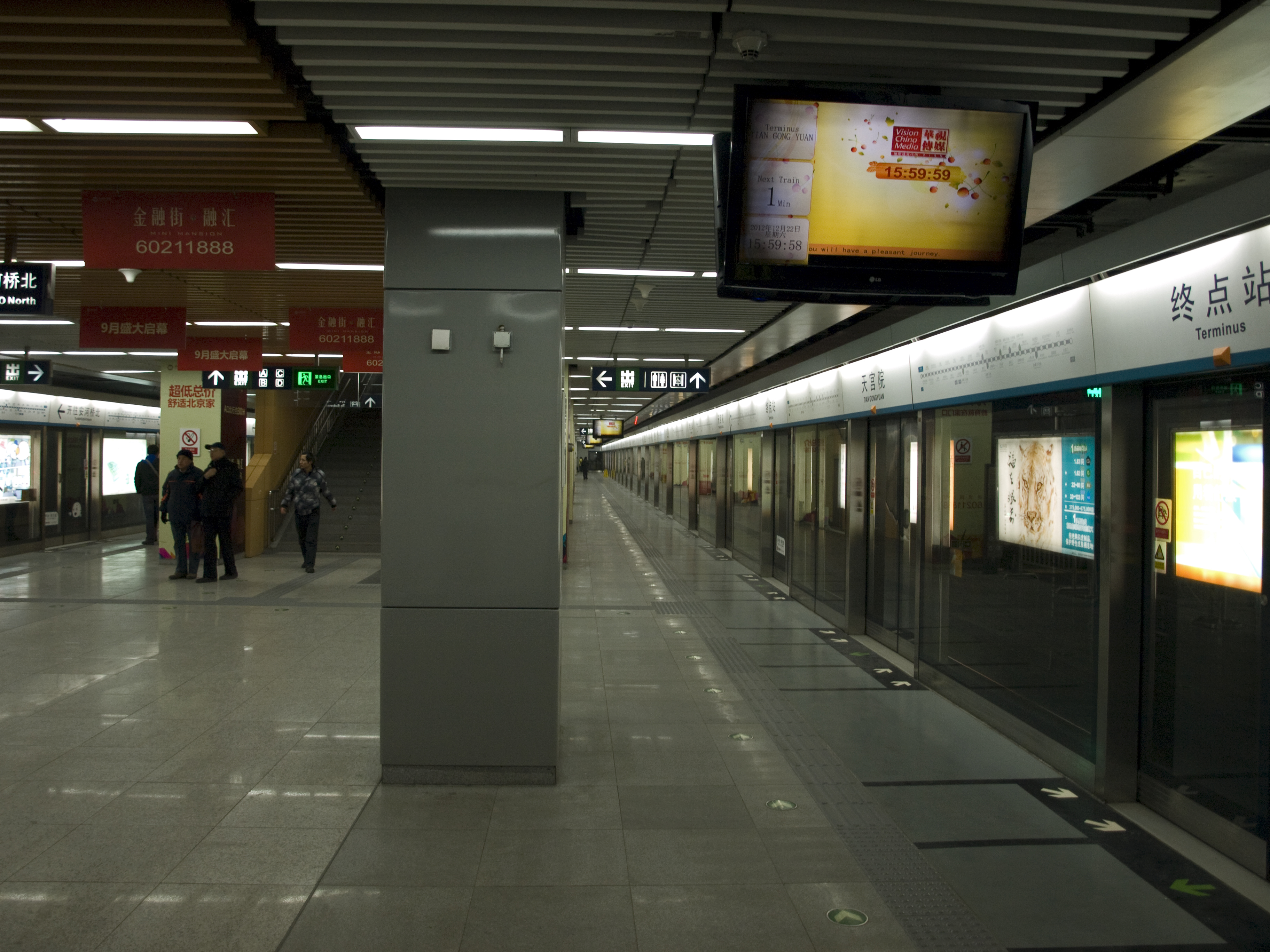
天宮院站。

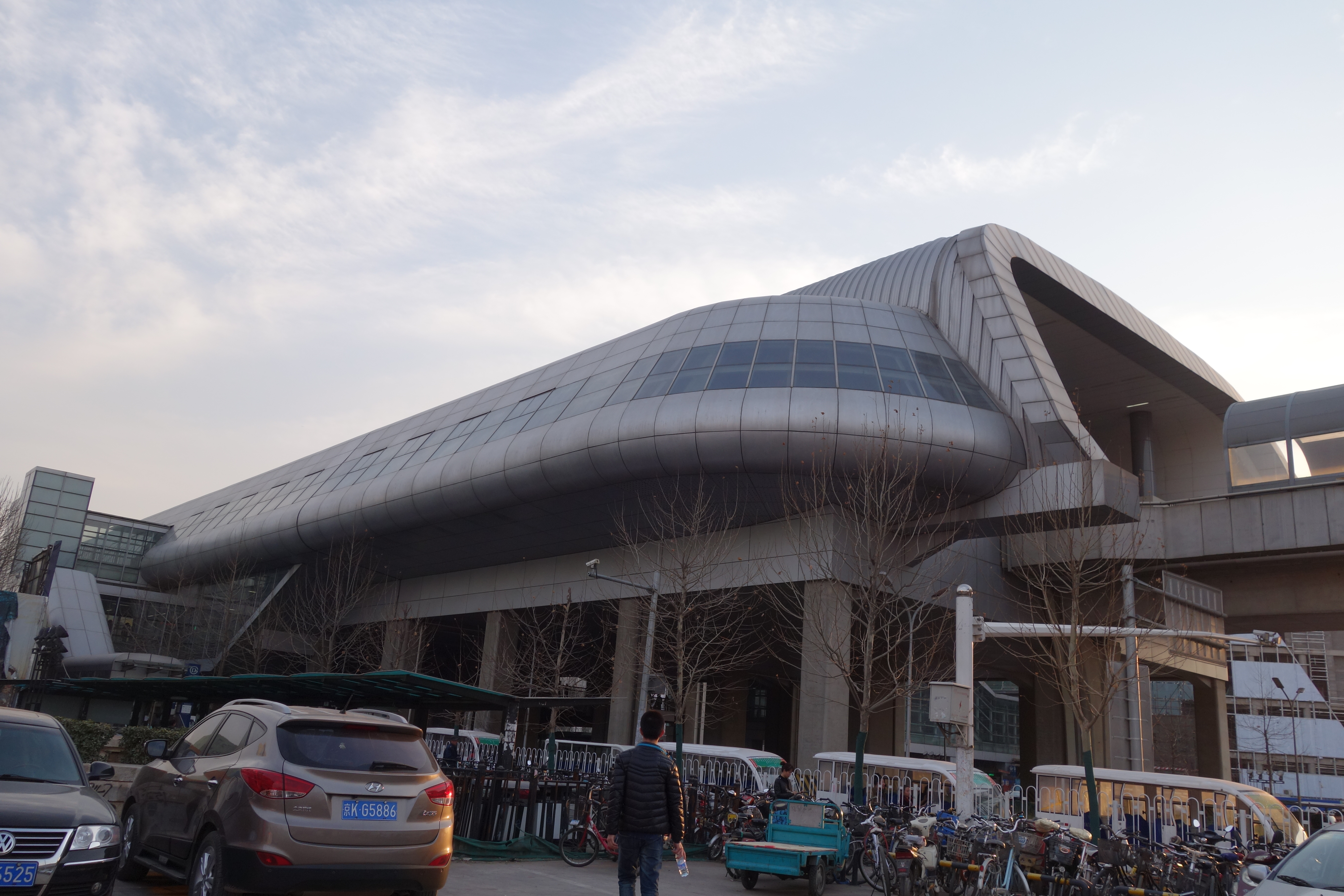
大兴线西红门站

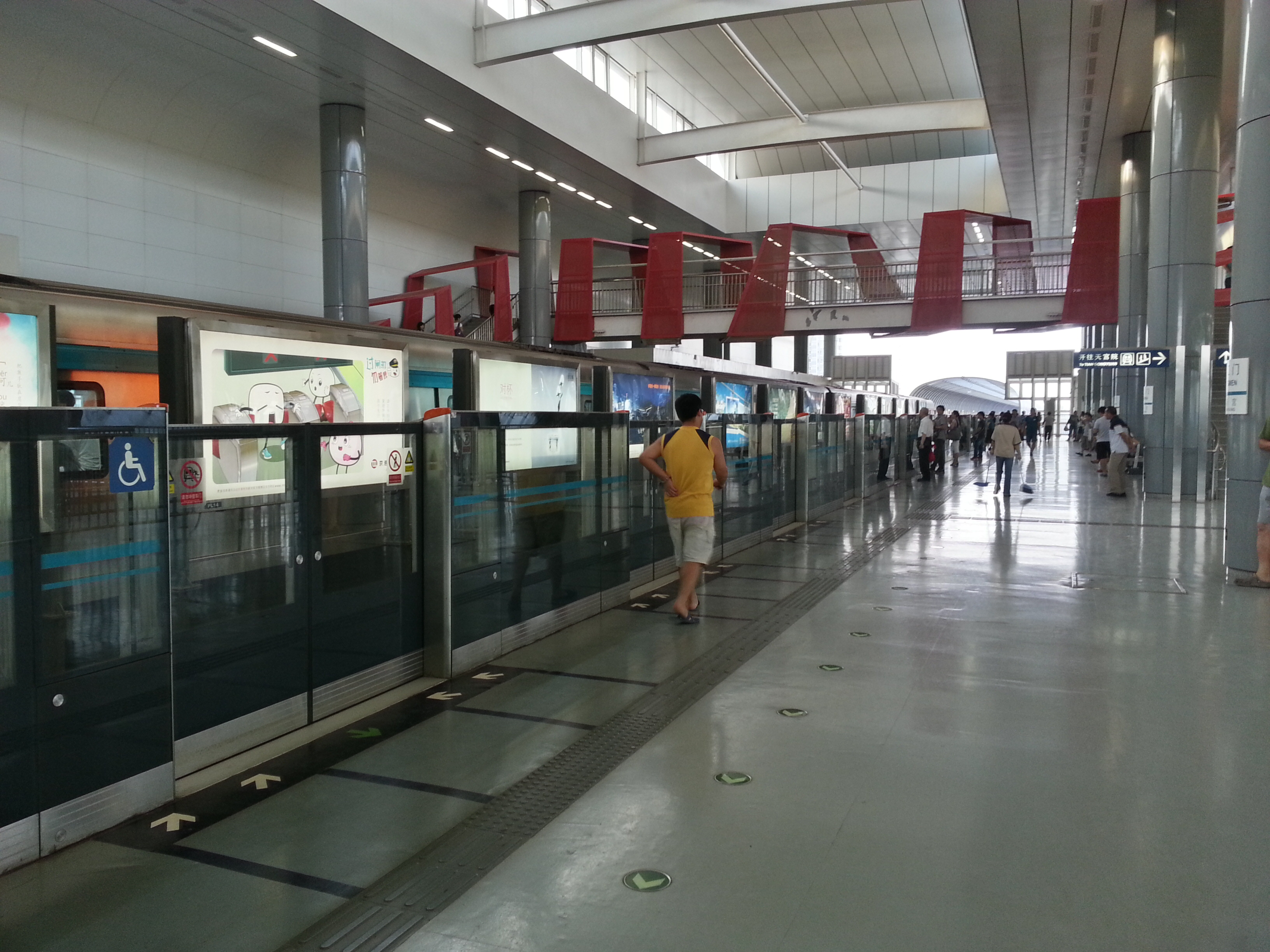
西紅門站月台

大兴线的规划是在2007年得到批准的。当时的规划中，路线的走向和11座车站位置都已基本确定，有4座车站是地上车站。后来，根据沿线居民的要求，在北京市大兴区人民政府解决一定建设资金的前提下，有3座车站改为地下车站，只有西红门站仍为地上车站。
2007年12月8日，大兴线正式开工，当时预计2011年底通车运营。但是在2008年的金融危机的刺激下，中華人民共和國政府发布了扩大内需十项措施，大兴线重排工期，通车时间提前至2010年12月30日。
2022年5月21日，因疫情影响，新宫站暂时封闭所有出入口，乘客可以正常换乘19号线。
2022年6月9日，新宫站恢复运营。

## 贯通运营
4号线和大兴线贯通运营，贯通后全长近50千米。提供服务的列车有全程车（大交路）和区间车（小交路）两种，全程车运营区间为4号线安河桥北站至大兴线天宫院站，区间车运营区间为4号线安河桥北站至大兴线新宫站。区间车终点站新宫站为双岛式站台设计，乘客只需到对面站台即可继续乘坐全程列车。
由2013年12月27日起，大小交路比例改為2:1，即兩班由天宫院站開出之大交路列車加一班由新宫站開出之小交路列車為一組。天宫院站至西红门站間隔平均為3分鐘，而新宫站以北為2分鐘。然而因为小交路列车的关系导致大兴线无法完全发挥运能，自2017年12月15日起，大小交路进一步调整为3:1，间隔调整为2分40秒，以便减少大兴线沿线特别是西红门站客流积压的情况。2021年5月8日，大兴线再次调整运行图，工作日早高峰最小行车间隔由2分40秒缩短至2分钟，新增黄村西大街站至中关村站的小交路。

## 车站列表
所有車站都位於北京市內。
| 新宫         | 30107 | 2798 | 19号线            | 丰台区 | 2010年12月30日 | 地下双岛式站台 | 左侧（大交路过路车） 右侧（安河桥北方向小交路到达/始发） |
| 西红门       | 35209 | 5102 | 不適用            | 大兴区 | 2010年12月30日 | 高架侧式站台   | 右侧                                                     |
| 高米店北     | 37019 | 1810 | 不適用            | 大兴区 | 2010年12月30日 | 地下岛式站台   | 左侧                                                     |
| 高米店南     | 38147 | 1128 | 不適用            | 大兴区 | 2010年12月30日 | 地下岛式站台   | 左侧                                                     |
| 枣园         | 39243 | 1096 | 不適用            | 大兴区 | 2010年12月30日 | 地下岛式站台   | 左侧                                                     |
| 清源路       | 40443 | 1200 | 不適用            | 大兴区 | 2010年12月30日 | 地下岛式站台   | 左侧                                                     |
| 黄村西大街   | 41657 | 1214 | 不適用            | 大兴区 | 2010年12月30日 | 地下岛式站台   | 左侧                                                     |
| 黄村火车站   | 42644 | 987  | 北京大兴站 黄村站 | 大兴区 | 2010年12月30日 | 地下岛式站台   | 左侧                                                     |
| 义和庄       | 44679 | 2035 | 不適用            | 大兴区 | 2010年12月30日 | 地下岛式站台   | 左侧                                                     |
| 生物医药基地 | 47597 | 2918 | 不適用            | 大兴区 | 2010年12月30日 | 地下岛式站台   | 左侧                                                     |
| 天宫院       | 49408 | 1811 | 不適用            | 大兴区 | 2010年12月30日 | 地下岛式站台   | 左侧                                                     |

## 票价
按照北京市发展和改革委员会相关文件规定，大兴线全线各站执行如下票价：
6公里（含）内3元；6公里至12公里（含）4元；12公里至22公里（含）5元；22公里至32公里（含）6元；32公里以上部分，每增加1元可乘坐20公里。使用市政交通一卡通刷卡乘坐轨道交通，每自然月内每张卡支出累计满100元以后的乘次，价格给予8折优惠；满150元以后的乘次，价格给予5折优惠；支出累计达到400元以后的乘次，不再享受打折优惠。

## 服务时间
往安河桥北方向的首班车于5:30从天宫院发出，末班车于22:38发出。往天宫院的首班车于5:00从安河桥北发出，5:54经过公益西桥站；末班车于22:20从安河桥北发出，23:10经过公益西桥站。

## 远期展望
2018年3月8日，港铁公司（与北京首都创业集团有限公司并列为京港地铁第一大股东）在其发布的2017年度业绩公告中披露称，已经在2017年11月和北京市基础设施投资有限公司（简称京投公司，京港地铁第二大股东）、北京市大兴区人民政府和北京京港地铁有限公司签署合作意向书，由四方共同研究大兴线南延、南兆路车辆段扩建和车辆段上盖综合物业发展事宜。